# Liste des ministres français des Collectivités territoriales
Cet article présente la liste des ministres français des Collectivités territoriales.
Depuis le 23 décembre 2024, François Rebsamen est ministre de l'Aménagement des territoires et de la Décentralisation.

## VeRépublique
| Ministre de tutelle                    | Intitulé                                                                                      | Ministre délégué ou secrétaire d'État  | Intitulé                                                                    | Gouvernement                           | Période                                | Période                                |                                        |
| Présidence de Valéry Giscard d'Estaing | Présidence de Valéry Giscard d'Estaing                                                        | Présidence de Valéry Giscard d'Estaing | Présidence de Valéry Giscard d'Estaing                                      | Présidence de Valéry Giscard d'Estaing | Présidence de Valéry Giscard d'Estaing | Présidence de Valéry Giscard d'Estaing | Présidence de Valéry Giscard d'Estaing |
| -------------------------------------- | --------------------------------------------------------------------------------------------- | -------------------------------------- | --------------------------------------------------------------------------- | -------------------------------------- | -------------------------------------- | -------------------------------------- | -------------------------------------- |
| Aucun                                  | Aucun                                                                                         | Aucun                                  | Aucun                                                                       | Chirac 1                               | 27/05/1974                             | 25/08/1976                             |                                        |
| Aucun                                  | Aucun                                                                                         | Aucun                                  | Aucun                                                                       | Barre 1                                | 25/08/1976                             | 29/03/1977                             |                                        |
| Christian Bonnet                       | Ministre de l’Intérieur                                                                       | Marc Bécam                             | Secrétaire d’État chargé des Collectivités locales                          | Barre 2                                | 29/03/1977                             | 03/04/1978                             |                                        |
| Christian Bonnet                       | Ministre de l’Intérieur                                                                       | Marc Bécam                             | Secrétaire d’État chargé des Collectivités locales                          | Barre 3                                | 03/04/1978                             | 13/05/1981                             |                                        |
| Présidence de François Mitterrand      |                                                                                               |                                        |                                                                             |                                        |                                        |                                        |                                        |
| Gaston Defferre                        | Ministre d'État, ministre de l'Intérieur et de la Décentralisation                            | Aucun                                  | Aucun                                                                       | Mauroy 1                               | 21/05/1981                             | 22/06/1981                             |                                        |
| Gaston Defferre                        | Ministre d'État, ministre de l'Intérieur et de la Décentralisation                            | Aucun                                  | Aucun                                                                       | Mauroy 2                               | 22/06/1981                             | 22/03/1983                             |                                        |
| Gaston Defferre                        | Ministre de l’Intérieur et de la Décentralisation                                             | Aucun                                  | Aucun                                                                       | Mauroy 3                               | 22/03/1983                             | 17/07/1984                             |                                        |
| Pierre Joxe                            | Ministre de l’Intérieur et de la Décentralisation                                             | Aucun                                  | Aucun                                                                       | Fabius                                 | 17/07/1984                             | 20/03/1986                             |                                        |
| Charles Pasqua                         | Ministre de l'Intérieur                                                                       | Yves Galland                           | Ministre délégué aux Collectivités locales                                  | Chirac 2                               | 19/08/1986                             | 10/05/1988                             |                                        |
| Pierre Joxe                            | Ministre de l'Intérieur                                                                       | Jean-Michel Boucheron                  | Secrétaire d'État chargé des Collectivités territoriales                    | Rocard 1                               | 10/05/1988                             | 22/06/1988                             |                                        |
| Pierre Joxe                            | Ministre de l'Intérieur                                                                       | Jean-Michel Baylet                     | Secrétaire d'État chargé des Collectivités territoriales                    | Rocard 2                               | 23/06/1988                             | 17/07/1990                             |                                        |
| Aucun                                  | Aucun                                                                                         | Aucun                                  | Aucun                                                                       | Rocard 2                               | 17/07/1990                             | 15/05/1991                             |                                        |
| Philippe Marchand                      | Ministre de l'Intérieur                                                                       | Jean-Pierre Sueur                      | Secrétaire d'État chargé des Collectivités locales                          | Cresson                                | 15/05/1991                             | 02/04/1992                             |                                        |
| Paul Quilès                            | Ministre de l'Intérieur et de la Sécurité publique                                            | Jean-Pierre Sueur                      | Secrétaire d'État chargé des Collectivités locales                          | Beregovoy                              | 02/04/1992                             | 29/03/1993                             |                                        |
| Charles Pasqua                         | Ministre d'État, ministre de l'Intérieur et de l'Aménagement du territoire                    | Daniel Hoeffel                         | Ministre délégué à l’Aménagement du territoire et aux Collectivités locales | Balladur                               | 29/03/1993                             | 11/05/1995                             |                                        |
| Présidence de Jacques Chirac           |                                                                                               |                                        |                                                                             |                                        |                                        |                                        |                                        |
| Claude Goasguen                        | Ministre de la Réforme de l'État, de la Décentralisation et de la Citoyenneté                 | Aucun                                  | Aucun                                                                       | Juppé 1                                | 17/05/1995                             | 07/11/1995                             |                                        |
| Dominique Perben                       | Ministre de la Fonction publique, de la Réforme de l'État et de la Décentralisation           | Aucun                                  | Aucun                                                                       | Juppé 2                                | 07/11/1995                             | 02/06/1997                             |                                        |
| Aucun                                  | Aucun                                                                                         | Aucun                                  | Aucun                                                                       | Jospin                                 | 02/06/1997                             | 06/05/2002                             |                                        |
| Nicolas Sarkozy                        | Ministre de l'Intérieur, de la Sécurité intérieure et des Libertés locales                    | Patrick Devedjian                      | Ministre délégué aux Libertés locales                                       | Raffarin 1 et 2                        | 06/05/2002                             | 30/03/2004                             |                                        |
| Dominique de Villepin                  | Ministre de l'Intérieur, de la Sécurité intérieure et des Libertés locales                    | Aucun                                  | Aucun                                                                       | Raffarin 3                             | 30/03/2004                             | 31/05/2005                             |                                        |
| Nicolas Sarkozy                        | Ministre d'État, de l'Intérieur et de l'Aménagement du territoire                             | Brice Hortefeux                        | Ministre délégué aux Collectivités territoriales                            | De Villepin                            | 31/05/2005                             | 05/04/2007                             |                                        |
| François Baroin                        | Ministre de l'Intérieur et de l'Aménagement du territoire                                     | Brice Hortefeux                        | Ministre délégué aux Collectivités territoriales                            | De Villepin                            | 05/04/2007                             | 15/05/2007                             |                                        |
| Présidence de Nicolas Sarkozy          |                                                                                               |                                        |                                                                             |                                        |                                        |                                        |                                        |
| Michèle Alliot-Marie                   | Ministre de l'Intérieur, de l'Outre-mer et des Collectivités territoriales                    | Aucun                                  | Aucun                                                                       | Fillon 1                               | 15/05/2007                             | 18/06/2007                             |                                        |
| Michèle Alliot-Marie                   | Ministre de l'Intérieur, de l'Outre-mer et des Collectivités territoriales                    | Aucun                                  | Aucun                                                                       | Fillon 2                               | 18/06/2007                             | 18/03/2008                             |                                        |
| Michèle Alliot-Marie                   | Ministre de l'Intérieur, de l'Outre-mer et des Collectivités territoriales                    | Alain Marleix                          | Secrétaire d’État à l’Intérieur et aux Collectivités territoriales          | Fillon 2                               | 18/03/2008                             | 23/06/2009                             |                                        |
| Brice Hortefeux                        | Ministre de l'Intérieur, de l'Outre-mer et des Collectivités territoriales                    | Alain Marleix                          | Secrétaire d’État à l’Intérieur et aux Collectivités territoriales          | Fillon 2                               | 23/06/2009                             | 14/11/2010                             |                                        |
| Brice Hortefeux                        | Ministre de l’Intérieur, de l’Outre-Mer, des Collectivités territoriales et de l’Immigration  | Philippe Richert                       | Ministre chargé des Collectivités territoriales                             | Fillon 3                               | 14/11/2010                             | 27/02/2011                             |                                        |
| Claude Guéant                          | Ministre de l’Intérieur, de l’Outre-Mer, des Collectivités territoriales et de l’Immigration  | Philippe Richert                       | Ministre chargé des Collectivités territoriales                             | Fillon 3                               | 27/02/2011                             | 10/05/2012                             |                                        |
| Présidence de François Hollande        |                                                                                               |                                        |                                                                             |                                        |                                        |                                        |                                        |
| Marylise Lebranchu                     | Ministre de la Réforme de l'État, de la Décentralisation et de la Fonction publique           | Aucun                                  | Aucun                                                                       | Ayrault 1                              | 16/05/2012                             | 18/06/2012                             |                                        |
| Marylise Lebranchu                     | Ministre de la Réforme de l'État, de la Décentralisation et de la Fonction publique           | Anne-Marie Escoffier                   | Ministre déléguée à la Décentralisation                                     | Ayrault 2                              | 18/06/2012                             | 31/03/2014                             |                                        |
| Marylise Lebranchu                     | Ministre de la Réforme de l'État, de la Décentralisation et de la Fonction publique           | André Vallini                          | Secrétaire d'État chargé de la Réforme territoriale                         | Valls 1                                | 31/03/2014                             | 03/06/2014                             |                                        |
| Marylise Lebranchu                     | Ministre de la Décentralisation et de la Fonction publique                                    | André Vallini                          | Secrétaire d'État chargé de la Réforme territoriale                         | Valls 1                                | 03/06/2014                             | 26/08/2014                             |                                        |
| Marylise Lebranchu                     | Ministre de la Décentralisation et de la Fonction publique                                    | André Vallini                          | Secrétaire d'État chargé de la Réforme territoriale                         | Valls 2                                | 26/08/2014                             | 11/02/2016                             |                                        |
| Jean-Michel Baylet                     | Ministre de l'Aménagement du territoire, de la Ruralité et des Collectivités territoriales    | Estelle Grelier                        | Secrétaire d'État chargé des Collectivités territoriales                    | Valls 2                                | 11/02/2016                             | 06/12/2016                             |                                        |
| Jean-Michel Baylet                     | Ministre de l'Aménagement du territoire, de la Ruralité et des Collectivités territoriales    | Estelle Grelier                        | Secrétaire d'État chargé des Collectivités territoriales                    | Cazeneuve                              | 06/12/2016                             | 10/05/2017                             |                                        |
| Présidence d'Emmanuel Macron           |                                                                                               |                                        |                                                                             |                                        |                                        |                                        |                                        |
| Aucun                                  | Aucun                                                                                         | Aucun                                  | Aucun                                                                       | Philippe 1 et 2                        | 17/05/2017                             | 16/10/2018                             |                                        |
| Jacqueline Gourault                    | Ministre de la Cohésion des territoires et des Relations avec les Collectivités territoriales | Sébastien Lecornu                      | Ministre chargé des Collectivités territoriales                             | Philippe 2                             | 16/10/2018                             | 03/07/2020                             |                                        |
| Jacqueline Gourault                    | Ministre de la Cohésion des territoires et des Relations avec les Collectivités territoriales | Aucun                                  | Aucun                                                                       | Castex                                 | 06/07/2020                             | 05/03/2022                             |                                        |
| Joël Giraud                            | Ministre de la Cohésion des territoires et des Relations avec les Collectivités territoriales | Aucun                                  | Aucun                                                                       | Castex                                 | 05/03/2022                             | 20/05/2022                             |                                        |
| Gérald Darmanin                        | Ministre de l'Intérieur                                                                       | Christophe Béchu                       | Ministre délégué(e) chargé(e) des Collectivités territoriales               | Borne                                  | 20/05/2022                             | 04/07/2022                             |                                        |
| Amélie de Montchalin                   | Ministre de la Transition écologique et de la Cohésion des territoires                        | Christophe Béchu                       | Ministre délégué(e) chargé(e) des Collectivités territoriales               | Borne                                  | 20/05/2022                             | 04/07/2022                             |                                        |
| Gérald Darmanin                        | Ministre de l'Intérieur et des Outre-mer                                                      | Caroline Cayeux                        | Ministre délégué(e) chargé(e) des Collectivités territoriales               | Borne                                  | 04/07/2022                             | 28/11/2022                             |                                        |
| Christophe Béchu                       | Ministre de la Transition écologique et de la Cohésion des territoires                        | Caroline Cayeux                        | Ministre délégué(e) chargé(e) des Collectivités territoriales               | Borne                                  | 04/07/2022                             | 28/11/2022                             |                                        |
| Gérald Darmanin                        | Ministre de l'Intérieur et des Outre-mer                                                      | Dominique Faure                        | Ministre déléguée chargée des Collectivités territoriales et de la Ruralité | Borne                                  | 28/11/2022                             | 21/09/2024                             |                                        |
| Christophe Béchu                       | Ministre de la Transition écologique et de la Cohésion des territoires                        | Dominique Faure                        | Ministre déléguée chargée des Collectivités territoriales et de la Ruralité | Borne                                  | 28/11/2022                             | 21/09/2024                             |                                        |
| Catherine Vautrin                      | Ministre du Partenariat avec les territoires et de la Décentralisation                        | Aucun                                  | Aucun                                                                       | Barnier                                | 21/09/2024                             | 04/12/2024                             |                                        |
| François Rebsamen                      | Ministre de l'Aménagement du territoire et de la Décentralisation                             | Aucun                                  | Aucun                                                                       | Bayrou                                 | 23/12/2024                             | En cours                               |                                        |